# كارل باركر
كارل باركر (بالإنجليزية: Karl Parker)‏ هو مجدف أسترالي، ولد في 2 أكتوبر 1978.

## وصلات خارجية
- كارل باركر على موقع الاتحاد الدولي للتجديف (الإنجليزية)